# Ricardo Seirutti
Ricardo Orlando Seirutti (Ciudad de Buenos Aires - 31 de julio de 1956) es un sacerdote y Obispo argentino. Actualmente es el Obispo Auxiliar de la Arquidiócesis de Córdoba, junto con Monseñor Pedro Javier Torres.

## Vida personal y Estudios
Sus padres Orlando Juan Seirutti y Narcisa García Sánchez, junto con su hermana Cristina seirutti conforman su familia. A los siete años la familia se trasladó a la ciudad de Alta Gracia, en la provincia de Córdoba.
Allí realizó sus estudios primarios en el Colegio Santiago de Liniers, y los de nivel secundario en el Colegio Nacional de Alta Gracia, del que egresó con el título de Bachiller Físico Matemático. Posteriormente estudió por algunos años Ciencias Químicas, Teatro y Profesorado de Inglés en la Escuela Superior de Lenguas de la Universidad Nacional de Córdoba. También tuvo una experiencia laboral en una fábrica de la ciudad de Córdoba.

## Vocación
Durante todos estos años fue descubriendo en su corazón el llamado del Señor al sacerdocio. Siguiendo el impulso de esta vocación, en 1981 ingresó en el Seminario Mayor de Córdoba, Nuestra Señora de Loreto, donde obtuvo su formación sacerdotal.
Aprobó el Bachillerato Teológico y cursa la Licenciatura en Teología Dogmática de la Facultad de San Miguel, en su extensión en la Universidad Católica de Córdoba.
El 6 de octubre de 1988 recibió la ordenación sacerdotal de manos del por entonces, arzobispo de Córdoba, cardenal Raúl Francisco Primatesta, en una celebración eucarística que tuvo lugar en el Colegio Nuestra Señora de la Misericordia y parroquia Nuestra Señora de la Merced, de Alta Gracia.

## Vida Pastoral
Tras su ordenación se desempeñó en los siguientes ministerios y oficios, fue formador del Seminario Menor Nuestra Señora del Rosario, en Jesús María, Profesor de Filosofía y Ciencias Sagradas en el Instituto Nuestra Señora de Loreto. Y fue por un breve tiempo párroco de las parroquias Corazón Eucarístico de Jesús y la del Santo Cristo, ambas en la Ciudad de Córdoba. Durante varios años fue Asesor de la Pastoral Vocacional y la Pastoral Juvenil de la arquidiócesis de Córdoba y Capellán de las Hermanas Concepcionistas Argentinas.
También fue miembro de la Comisión de Formación Sacerdotal Permanente de la arquidiócesis de Córdoba y Formador, junto a un equipo, de la formación inicial de los candidatos al Diaconado Permanente de la arquidiócesis de Córdoba. Hasta su elección como obispo fue capellán del Hospital Privado. Párroco de San Juan Evangelista, en la ciudad de Córdoba, oficio que desempeñó desde 2007 y vicario episcopal para los Movimientos y Asociaciones laicales de la arquidiócesis de Córdoba.

## Episcopado
El papa Francisco lo nombró obispo titular de Bela y auxiliar de la arquidiócesis de Córdoba. Fue ordenado obispo, el 18 de diciembre en la iglesia catedral de Córdoba, Nuestra Señora de la Asunción por Mons. Carlos Ñáñez, arzobispo de Córdoba. Fueron obispos co-consagrantes Mons. Pedro Torres, auxiliar de Córdoba y Mons. Santiago Damián Vitar, obispo de Oberá y compañero del Seminario del padre Ricardo.
- Datos: Q21406832
- Multimedia: Ricardo Seirutti / Q21406832